# Норт Роуд
Норт Ро́уд (англ. North Road) — бывший футбольный стадион в районе Ньютон-Хит в Манчестере, Англия. Был первым домашним стадионом «Манчестер Юнайтед», в то время известного как «Ньютон Хит Ланкашир энд Йоркшир Рейлуэй», с момента основания клуба в 1878 году до 1893 года, после чего «Ньютон Хит» переехал на новый стадион «Бэнк Стрит» в Клейтоне.
Изначально стадион представлял собой обычную поляну, а за игрой футболистов могло наблюдать около 12 тыс. зрителей. В 1891 году были возведены зрительские трибуны, что увеличило вместимость стадиона примерно до 15 тыс. мест. После отделения «Ньютон Хит» от железнодорожной компании клуб остался без финансовой поддержки и не смог платить арендную плату за землю, из-за чего был выселен со стадиона.

## История

### Начало
После основания футбольного клуба «Ньютон Хит Ланкашир энд Йоркшир Рейлуэй», созданного по заявке рабочих железнодорожной компании Ланкашира и Йоркшира, встал вопрос о футбольном поле, на котором команда будет проводить домашние матчи. Была выбрана площадка «ухабистая и каменистая в летнее время и слякотная, болотистая в дождливые месяцы». Стадион располагался неподалёку от железнодорожной линии «Ланкашир энд Йоркшир Рейлуэй», из-за чего часто был окутан густыми облаками пара от проезжающих поездов. На стадионе даже не было места для раздевалки, где игроки могли бы переодеться, поэтому они переодевались в пабе «Три короны» (Three Crowns), который находился в паре сотен ярдов от стадиона на Олдемской дороге.
Первые известные матчи на стадионе прошли в 1880 году, спустя два года после основания клуба; в основном, это были товарищеские встречи. Первым матчем на «Норт Роуд», имеющем турнирное значение, стала игра первого раунда Кубка Ланкашира против резервной команды «Блэкберн Олимпик», 27 октября 1883 года; «Ньютон Хит» проиграл со счётом 7:2. Посещаемость этого матча неизвестна, но к этому времени стадион уже был огорожен, так как со зрителей взималась плата за вход в размере 3 пенни. В 1885 году футбол стал профессиональным спортом в Англии, и летом 1886 года «Ньютон Хит» подписал первых профессиональных футболистов. Доходов клуба не хватало для выплаты зарплат игрокам, из-за чего входные билеты на «Норт Роуд» подорожали с 3 до 6 пенсов.

### Расширение и последующий отъезд
Первоначально стадион вмещал около 12 тыс. зрителей, но руководство клуба приняло решение о его расширении с целью подготовки к вступлению в Футбольную лигу. В связи с этим в 1891 году «Ньютон Хит» использовал все свои скромные финансовые ресурсы для постройки двух трибун, каждая из которых вмещала по тысяче зрителей. Однако после этой сделки ухудшились отношения клуба с железнодорожной компанией, которая отказалась финансировать эту перестройку. Произошёл раскол в отношениях между клубом и железнодорожной компанией, вследствие чего последняя отказалась платить арендную плату за землю под стадионом. Руководство Манчестерского собора, которому принадлежала земля, решило повысить арендную ставку. У клуба не было средств, чтобы платить за пользование землёй, поэтому был выселен со стадиона в июне 1893 года. К счастью, руководство клуба нашло новый стадион, которым стал «Бэнк Стрит», находящийся в Клейтоне, на расстоянии трёх миль от «Норт Роуд». Клуб хотел перевезти две трибуны с «Норт Роуд» на новый стадион, но задумка не осуществилась и трибуны были проданы всего за 100 фунтов.

### Настоящее время
Стадиона больше не существует, а «Норт Роуд» был переименован в «Нортгемптон Роуд». В настоящее время на месте стадиона располагается Северный бизнес-парк Манчестера, а до этого там находилась школа «Мостон Брук». На одной из стен школы находилась красная памятная дощечка, на которой было написано, что здесь находился стадион. Эта дощечка была украдена, после чего её не заменили.